# Julius von Bernuth (officer)
 For alternative betydninger, se Julius von Bernuth. (Se også artikler, som begynder med Julius von Bernuth)
Julius Hans Camillo Friedrich Leo Ludwig von Bernuth, (12. august 1897 i Metz - 12. juli 1942 i Ssochkranaja nær Sumy i Sovjetunionen (stupad), var en tysk generalmajor under anden verdenskrig. Han modtog Jernkorsets Ridderkors den 5. august 1940.